# Ыт (фильм)
«Ыт» (якут. ыт — «собака», «стреляй») — киноальманах якутских режиссёров Степана Бурнашёва и Дмитрия Давыдова, получивший специальный приз на 37-м Варшавском международном кинофестивале. Фильм снимали в Амгинском улусе.

## Сюжет
В альманахе собраны семь рассказов о жизни в деревне. В них описаны как добрые, так и не очень отношения между соседями. Всем героям этих рассказов предстоит сделать непростой выбор.
В одном из рассказов маленький мальчик без разрешения взял ружьё отца и дал его другу. Глава деревни узнал, что молодой человек привёз невесту, но знакомство с родственниками не удалось. Конфликт мог бы перерасти в серьёзную ссору, если бы не вмешательство главы деревни.
В другом рассказе отец молодого семейства продал дом родственницы и случайно потерял деньги. Это привело к ссоре с женой.

## В ролях
- Иннокентий Луковцев
- Сергей Баланов
- Пётр Садовников
- Алексей Михайлов
- Дьулустан Семёнов
- Ирина Михайлова
- Игорь Говоров
- Георгий Бессонов
- Анатолий Стручков
- Ильяс Заровняев
- Людмила Малыкайцева

## Награды и номинации
- 37-й Варшавский международный кинофестиваль, Польша, 2021 г.
  - Специальное упоминание NETPAC[4][5]
  - Специальный приз жюри авторам за чистый кинематографический взгляд на простую повседневную жизнь[4][5]